# VidaXL
vidaXL je spletna trgovina iz Nizozemske, ki prodaja izdelke v 29 evropskih državah ter v Avstraliji in ZDA. Podjetje je v letu 2016 ustvarilo prihodek približno 175 milijonov evrov. Sedež podjetja je v mestu Venray na Nizozemskem in ima trenutno približno 1000 zaposlenih in primerljiv spletni prihodek kot nizozemske spletne trgovine Hema, Blokker in luksuzni prodajalec Bjienkorf.

## Zgodovina
Leta 2006 sta Nizozemca Gerjan den Hartog in Wouter Bakker začela kupovati izdelke s Kitajske za preprodajo na eBayu. Izbor izdelkov se je hitro povečal, leta 2008 pa sta se odločila, da bosta začela s spletno trgovino z imenom "Koopgoedkoop.nl" in nemško trgovino "Direktzugreifen.de".
V letu 2009 so bile odprte prve pisarne v mestu Utrecht. V letu 2012 so sledile pisarne in distribucijski center Venray, istega leta pa so odprli še pisarno v Šanghaju. V letu 2013 so prodali prvi produkt lastne blagovne znamke vidaXL. Spletna trgovina vidaXL se je leta 2014 razširila v osem evropskih držav in Avstralijo ter začela prodajati tudi znane blagovne znamke. Podjetje je leta 2016 praznovalo svojo deseto obletnico in razširitev v ZDA, skupni prihodki so v tem letu znašali okoli 175 milijonov evrov. Leta 2017 so se na televiziji na Nizozemskem predvajale prve vidaXL TV-reklame, spletna trgovina pa je bila odprta tudi kot "marketplace", tako da lahko zunanji prodajalci ponudijo svoje izdelke in dobijo provizijo.
Podjetje sodeluje po vsem svetu z več kot 500 tovarnami in ponuja v svojih 29 spletnih trgovinah več kot 8500 lastnih izdelkov blagovne znamke vidaXL. Spletna trgovina dobi vsakodnevno 12.000 naročil in podjetje ima 14 milijonov strank na leto. Distribucijski centri imajo velikost 60.000 m2. Približno 70 % prihodkov prihaja iz držav zunaj Nizozemske, pri čemer Nemčija predstavlja največji trg. Iz podatkov spletne strani prihodki vidaXL letno rastejo med 40–50 %.

## Razširjenost spletne trgovine
VidaXL ima spletno trgovino v naslednjih 29 državah:
Avstralija, Avstrija, Belgija, Bolgarija, Češka republika, Danska, Estonija, Finska, Francija, Grčija, Hrvaška, Irska, Italija, Latvija, Litva, Madžarska, Nemčija, Nizozemska, Norveška, Poljska, Portugalska, Romunija, Slovaška, Slovenija, Španija, Švedska, Švica, ZDA, Združeno kraljestvo.

## Nagrade
2016 je vidaXL na Nizozemskem dobila nagrado Thuiswinkel Awards "Cross Border E-Commerce" za prodajo po vsej Evropi.